# Platylecanium riouwense
Platylecanium riouwense är en insektsart som beskrevs av Takahashi 1951. Platylecanium riouwense ingår i släktet Platylecanium och familjen skålsköldlöss. Inga underarter finns listade i Catalogue of Life.